# Phonurgia Nova Awards
 (mai 2018).
Les Phonurgia Nova Awards récompensent, chaque année, les meilleurs créations radiophoniques, podcasts, documentaires sonores, paysages et pièces d'art sonore. Il s'agit d'un événement créé à Arles en 1986, pour célébrer la radio de création.

## Présentation
Les Prix Phonurgia Nova ont été créés à Arles en 1986 sur une idée de Pierre Schaeffer  pour célébrer, tous les ans, la radio de création. Y sont récompensés les meilleurs créations radiophoniques, podcasts, documentaires sonores, paysages et pièces d'art sonore. La compétition s'adresse aux preneurs de son, aux auteurs de fictions ou de documentaires radiophoniques, aux créateurs de parcours sonores et de podcasts, aux inventeurs de formes numériques ou d’installations qui mettent en jeu la plasticité narrative du sonore.
Chaque année, l'organisation reçoit plus de 200 œuvres venant du monde entier,. Une trentaine d'œuvres sélectionnées parmi les plus originales sont écoutées et mises en discussion par un jury constitué de personnalités du monde de la radio, des arts et de la culture. Ce jury élabore en direct et en public un commentaire critique sur les œuvres sélectionnées. D'abord hébergé par l'Ecole Nationale Supérieure de la Photographie à Arles, puis par le Musée Réattu (2008 à 2010), la manifestation s'est installé à Paris en 2011 ou elle a d'abord été hébergée par la Gaïté Lyrique. Depuis 2016 elle est accueillie par la Bibliothèque nationale de France devenue partenaire de l'événement.
Selon les années, l'intitulé des prix et les dotations ont varié, mais une même philosophie inspire depuis l'origine la manifestation qui s'attache avant tout à distinguer des auteurs qui explorent le réel et l’imaginaire sonore ou questionnent l'écoute du monde.
- le Prix Art Sonore, décerné par la SACEM
- le Prix Fiction francophone
- le Prix Archives de la parole, décerné par la BnF
- le Prix Paysage Sonore, Field Recording
- le Prix découvertes Pierre Schaeffer.

## Dernières éditions

### Édition 2013
Cette 20e édition distingue un lauréat alors que six autres auteurs ont été remarqués.

### Édition 2015
Cette 21e édition distingue un lauréat : Zone de silence et un prix découverte.

### Édition 2016
Pour cette 22e édition, le concours a décerné cinq prix :
- le Prix Art radiophonique / SACEM doté de 2 000 euros,
- le Prix Fiction francophone / SACD doté de 2 000 euros,
- le Prix Archives de la parole / BNF de 1 000 euros,
- le Prix Field recording / Paysage - Musée de la chasse et de la nature doté de 2 000 euros, et
- le Prix Phonurgia Nova Découvertes Pierre Schaeffer doté de 1 000 euros avec le parrainage de Radio Campus France.

### Édition 2018
Le rendez-vous des créateurs radiophoniques et sonores de toute l'Europe se déroule les 29 et 30 septembre 2018,. Pour cette 23e édition, les créations sélectionnées seront diffusées à la Bibliothèque nationale de France. Peuvent être soumis des productions finalisées ou des projets non finalisés, maquettes et scénarios. Cette édition se déroule en partenariat avec la SACEM, la SACD, la BnF, le Groupe de recherches musicales de l'INA, le GMVL, Euphonia, la ville d'Arles, le Musée de la Camargue, l'Union européenne de radio-télévision, Euroradio, le groupe Ars Acustica. La compétition décerne cinq prix :
- le Prix Art Sonore / SACEM doté de 2 000 euros,
- le Prix Fictions francophones / SACD doté de 3 000 euros,
- le Prix Archives de la parole / BNF doté de 1 000 euros,
- le Prix Paysage sonore / Musée de la Camargue doté de 1 000 euros, et
- le Prix Phonurgia Nova Découvertes Pierre Schaeffer pour les jeunes auteurs.

## Palmarès

### 2021[9]
- Prix Paysage: Action Pyramid pour Hoverflies, Reed Pipes, Cockchafers, Bullroarers
- Prix BNF: Alice Milot & Charlie Dupiot pour Chère(s) voix
- Prix SACD: Mehdi Bayad pour Rouge Vif
- Prix SACEM: Loré Lixenberg  pour The Voice Party Opera Bot Farm
- Prix Pierre Schaeffer: Mélia Roger & Grégoire Chauvot pour Birds and wires

### 2020[10]
- Prix Paysage: Pablo Sanz pour strange strangers
- Prix BNF: Matthieu Cornelis pour Ainsi brament-ils
- Prix SACD: Florent Barat & Sebastien Schmitz pour Dans les creux dangereux ou la louve abimée
- Prix SACEM: Mark Vernon, Magneto Mori pour Vienna
- Prix Pierre Schaeffer: Johann Philippe pour Chien ailé

### 2019
- Prix Paysage: Yulia Glukhova pour Ci(r)cadian Rhythm
- Prix BNF: Marc Antoine Granier pour Ville souterraine
- Prix SACD: Guillaume Abgrall & Chiara Todaro pour La brebis galeuse
- Prix SACEM: Anne Lepère pour Autopoïèse

### 2018
- Prix Paysage: Felix Blume pour Curupira, bête des bois
- Prix BNF: Marie Guerin pour Même morts nous chantons
- Prix SACD: Alexandre Plank pour Demain s’ouvre au pied de biche
- Prix SACEM: Julien Sarti pour Sommeil paradoxal
- Prix Pierre Schaeffer: Julia Nanda Bejarano López pourTodo suena como los lajaros

### 2017[11]
- Prix Paysage: Daniel Capeille pour Le Silence sur un fil
- Prix BNF: Benoît Bories pour Une Quête
- Prix SACD: François Pérache et Sabine Zovighian pour De guerre en fils
- Prix SACEM: Charo Calvo pour Qualia
- Prix Pierre Schaeffer: Louis-Olivier Desmarais pour Abbaye

### 2016[12]
Ont été reçues 199 œuvres, venant de 17 pays.
- Prix Paysage: Pas de prix, mais trois mentions spéciales à Patrick Avakian pour « Ecoute la Montagne », autoproduction (France), Yannick Lemesle pour « Entomophonie Syntonale », autoproduction (France) et Gabi Schaffner pour « Hidden Places », production Deutschlandradio Kultur (Allemagne)
- Prix BNF: Aurélia Balboni pour « Les Mots de ma mère », production ACSR & Cinétroupe (Belgique). Une mention spéciale est attribuée à Soundwalk Collective pour « What we have behind : Jean-Luc Godard Archives », une production de Deutschlandradio Kultur, Wild Bunch et Soundwalk.
- Prix SACD: ex aequo Sébastien Dicenaire pour « Pamela », production ACSR (Belgique) et Daniel Martin-Borret pour « Total Vrac », autoproduction (France).
- Prix SACEM: ex aequo Hanna Hartman pour « Törst », production Deutschlandradio Kultur (Allemagne) et Mark Vernon et Jenn Mattinson pour « Circular thinking », autoproduction (Royaume-Uni).
- Prix Pierre Schaeffer: Clara Alloing pour « Nous sommes trop jeunes, nous ne pouvons pas attendre », production Flim ! (Belgique).

Une mention spéciale est attribuée à Cécile Debove pour « Passagère », autoproduction (France).

### 2015[13]
- Prix Paysage: Amandine Casadamont (France) pour un documentaire de création intitulé « Zone de silence » produit par France Culture. C'est une œuvre qui met en jeu les notions de seuil d'audibilité et de silence.
- Prix Pierre Schaeffer: Félix Blume, jeune preneur de son pour le cinéma et créateur radiophonique de moins de 30 ans, pour sa pièce « Los Gritos de Mexico ».

### 2013[14]
- Prix Paysage: Floy Krouchi (France) pour un hörspiel intitulé « Couvre-feux 56 » produit par France Culture. C'est une œuvre qui met en jeu toutes les ressources expressives du sonore.

Six autres auteurs ont été remarqués pour la qualité de leurs réalisations : Irvic D'Olivier (pour Birdless), Johannes S. Sistermanns (pour Ausculta), Magali Schuermans (pour Katia), Stefano Giannotti (pour Amor mio, love song, und anderer kram), Julie Berthier (pour On ne va pas épiloguer) et Rodolphe Alexis (pour Dry, Wet, Evergreen).

### Sources
: document utilisé comme source pour la rédaction de cet article.
- « Lancement des Phonurgia Nova Awards 2018 », sur www.lalettre.pro, 15 mai 2018 (consulté le 24 mai 2018).